# Artipe
Artipe is een geslacht van vlinders uit de familie Lycaenidae.

## Soorten
- Artipe anna (Druce, 1896)
- Artipe dohertyi (Oberthür, 1894)
- Artipe eryx (Linnaeus, 1771)
- Artipe grandis (Rothschild & Jordan, 1905)